# Lave Nielsen Brock
 Der er flere personer med dette navn, se Lave Brock.
Lave (Nielsen) Brock (død 4. november 1565 i Halmstad) til Estrup og Vemmetofte var en dansk adelsmand, søn af Niels Lavesen Brock og Jytte Predbjørnsdatter Podebusk.
Lave Nielsen Brock var endnu umyndig, da faderen døde i 1534. Faderens halvbroder, den rige Niels Lykke, blev hans formynder. I 1544 tiltrådte han arven efter forældrene, og et par år efter (1549) giftede han sig med rigshofmesteren Eske Pedersen Billes datter Margrethe Bille. Han tjente i Kongens Gård som hofsinde 1546-58, var derefter lensmand på Tryggevælde 1558-60, på Holbækgård 1560-63 og på Vordingborg 1563-66. Hele tiden lå han i evindelige forhandlinger, snart med folk af samme status som brødrene Ulfstand og den gamle Anders Bille til Søholm, snart med sine undergivne, borgere og bønder. For det meste havde han retten på sin side og kom aldrig så galt af sted som farfaderen, hvis trættekære sind synes at være gået i arv til ham. Han fandt en ærefuld død i Slaget ved Axtorna, hvor han tjente som fændrik under den skånske fane, der næsten blev fuldstændig opreven, efter at have kæmpet med glimrende tapperhed. Hårdt såret døde han 14 dage efter slaget. Hans lig blev bisat i Helligåndskirken i København, hvor hans hustru lod opsætte et epitafium over ham bestående af tre trætavler, hvoraf den ene forestillede hans død i slaget.

## Ægteskab
Lave Nielsen Brock var gift med:
- Margrethe Bille (død 4. maj 1595) på Vemmetofte

søn Eske Brock (24. december 1560 – 1625)